# Karl Heinrich Kässbohrer
Karl Heinrich Kässbohrer (* 6. September 1864 in Ulm; † 26. Dezember 1922 ebenda) war ein Ulmer Unternehmer und Fahrzeugbauer. Er ist der Firmengründer der Kässbohrer Fahrzeugwerke und Vater von Karl Kässbohrer und Otto Kässbohrer.

## Leben und Wirken
Karl Kässbohrer wurde als Sohn des Schiffmeisters Georg Kässbohrer (1836–1919) und seiner Frau Luise Friederike Wilhelmine, geb. Kübler (1837–1894), in Ulm geboren, wo er mit fünf Brüdern und drei Schwestern aufwuchs. Er erlernte nicht mehr das Schiffbauer-Handwerk – wie noch zwei seiner Brüder (Ulmer Ordinari-Schiffe für Fahrten donauabwärts nach Wien und auch nach Budapest, Belgrad und bis ins Schwarze Meer) –, sondern wurde einem Wagnermeister in die Lehre gegeben.
Nach deren Beendigung zog er in die Fremde, nach Stuttgart, München und Wien, um sich im Bau von Kutschen weiterzubilden und das wagenbautechnische Zeichnen zu erlernen. 1893 machte er sich selbständig und gründete als Stellmacher und Wagnermeister mitten in der Ulmer Altstadt am Lautenberg eine Wagenfabrik, die 1907 den Namen Wagenfabrik Kässbohrer, und ab 1911 den Namen Erste Ulmer Karosseriefabrik Karl Kässbohrer trägt. Der Betrieb lebte zunächst hauptsächlich von Reparaturarbeiten. 1897 konnte der erste komplette Brückenwagen ausgeliefert werden. Der Kaufpreis betrug 480 Mark. 1904 erfolgt der Umzug in die damalige Ulmer „Neustadt“ unterhalb des Michelsberges in die Hartmannstraße (bis 1928).
1907 war die Geburtsstunde der Omnibusfertigung bei Kässbohrer, als ein Fahrzeug für kombinierten Personen- und Güterverkehr gefertigt und zum Patent angemeldet wurde. Der Prototyp wurde 1910 an eine Ausflugsgaststätte bei Ulm geliefert. 1910 liefert das Unternehmen einen Omnibus für 25 Fahrgäste (Karosserie auf Schweizer Saurer-Fahrgestell) für den Verkehr von Ulm nach Wiblingen. Zudem stellt Kässbohrer Karosserien für edle Pkw her, wie z. B. für Studebaker oder für den Lancia Lambda. Mit letzterem Fahrzeug sammelte Kässbohrer erste Erfahrungen mit selbsttragenden Karosserien. Bau von Karosserien auch für alle damals gängigen Personenwagen-Fahrgestelle wie Opel, Ford, NSU usw. Der Lastwagen gewann in den Zehner-Jahren immer größere Bedeutung. Kässbohrer entwickelte 1922 den zunächst noch vollgummibereiften Lastwagen-Anhänger. Der plötzliche Tod von Karl Kässbohrer und die durch Inflation ausgelösten allgemeinen wirtschaftlichen Schwierigkeiten hätten beinahe das Ende des jungen Unternehmens bedeutet. Aber mit beispielhaftem Wagemut übernahmen die beiden Söhne Karl jun. und Otto Kässbohrer mit 22 bzw. 19 Jahren die Verantwortung für den Betrieb.